# 人文主义党 (阿根廷)
人文主义党（西班牙語：Partido Humanista）是阿根廷的一个左翼政党。该党成立于1984年3月8日。该党的意识形态是人文主义、生态主义。该党的秘书长是Gustavo Viglieca。该党的总部位于布宜诺斯艾利斯。该党是人文主义国际和圣保罗论坛的成员。